# Coupvray
Coupvray ist eine französische Gemeinde mit 3008 Einwohnern (Stand 1. Januar 2022) im Département Seine-et-Marne in der Region Île-de-France östlich von Paris. Die Einwohner von Coupvray heißen auf Französisch Cupressiens. Coupvray gehört zur Ville nouvelle Marne-la-Vallée.

## Geografie
Die Ortschaft Coupvray liegt am Ufer des Marne-Kanals von Meaux nach Chalifert. Das im Zweiten Kaiserreich zur Wasserversorgung von Paris errichtete Aquädukt de la Dhuis führt durch die Gemarkung der Gemeinde.

## Bevölkerungsentwicklung
| Jahr      | 1962 | 1968 | 1975 | 1982 | 1990 | 1999 | 2006 | 2011 |
| Einwohner | 680  | 769  | 1063 | 1416 | 2280 | 2713 | 2791 | 2656 |

## Sehenswürdigkeiten

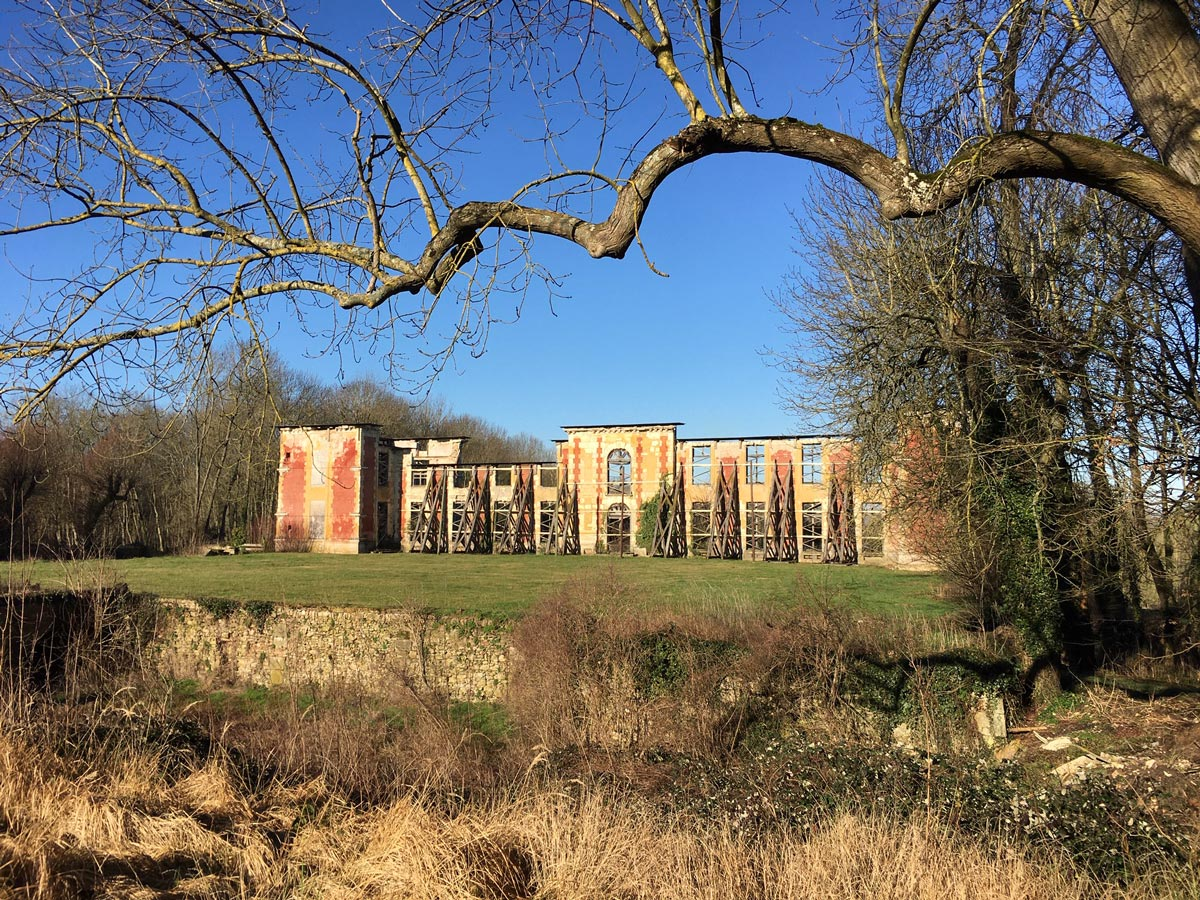
Ruine des Schlosses

Siehe auch: Liste der Monuments historiques in Coupvray
- Kirche Saint-Pierre, erbaut im 16. Jahrhundert
- Grange aux Dîmes (Zehntscheune), erbaut im Mittelalter
- Waschhaus (lavoir) aus dem 19. Jahrhundert
- Lavoir des médisances, Waschhaus

## Persönlichkeiten
Der Ort ist überregional als Geburtsort von Louis Braille (1809–1852) bekannt und beherbergt ein Museum für Blindenschrift.
- Philippe de Lénoncourt (1527–1592), Kardinal